# What Have We Become
What Have We Become – drugi album studyjny amerykańskiego zespołu Seemless.
Płytę promował teledysk do utworu „Cast No Shadow” (2006).

## Lista utworów
1. „In My Blood” – 4:53
2. „Cast No Shadow” – 4:17
3. „Numb” – 4:16
4. „Eyes Of A Child” – 4:05
5. „The Deep Below” – 5:21
6. „Seven” – 4:06
7. „Jaded” – 4:23
8. „Maintain	” – 4:13
9. „Parody” – 4:44
10. „...Things Fall Apart” – 9:09

## Twórcy
Członkowie zespołu
- Jesse Leach – śpiew, teksty
- Derek Kerswill – perkusja, udział w tekstach
- Pete Cortese – gitara elektryczna
- Jeff Fultz – gitara basowa, śpiew dodatkowy, gitara slide, udział w tekstach
- Jordan Posner – gitara elektryczna

Inni zaangażowani
- Ken Susi (Unearth) – śpiew dodatkowy w utworze „Eyes Of A Child”, dodatkowa produkcja
- Peter Rutcho – organy, keyboard, fortepian w utworze „Eyes Of A Child”
- Jason Suecof – cabasa, grzechotka w utworze „The Deep Below”
- Peter Rutcho – produkcja, dodatkowa inżynieria dźwięku, miksowanie
- Ian „Honeybuns” Neill – inżynier dźwięku
- Mark Lewis – dodatkowa inżynieria dźwięku
- Jason Suecof, Mark Lewis – dodatkowa produkcja
- Roger Lian – mastering
- Workhardened – projekt okładki, Paul A. Romano
- Dark Angel Management, Justin Arcangel – menedżment